# Вагенбург

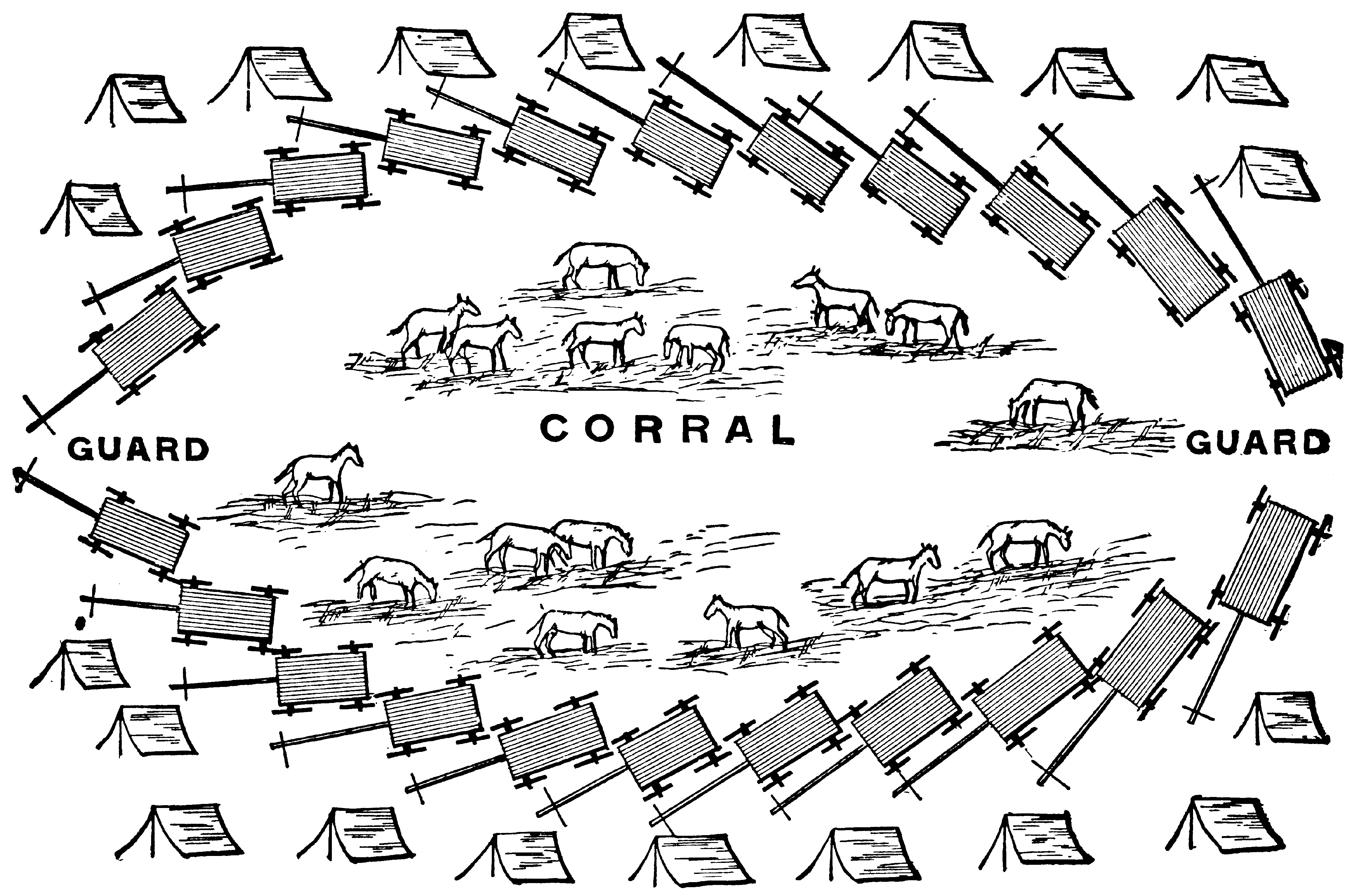
Вагенбург

Вагенбург (нім. Wagenburg — «возове місто, возовий городок») — пересувне польове фортифікаційне укріплення з возів. Вперше, на озброєнні готів, задокументовані у IV ст. Амміаном Марцелліном.
У загальнішому сенсі вагенбургом називали будь-яку пересувну фортифікаційну споруду, всередині якої знаходилися зброя та люди. Подібна фортифікація забезпечувала перевагу під час бою у період масового застосування важкої кавалерії, а вогнепальна зброя ще не отримала поширення. З розвитком вогнепальної зброї стало вигідніше використовувати лінійне шикування піхоти. Згодом, за часів масового озброєння польовою артилерією (яка легко руйнувала подібні укріплення), вагенбурги виявилися неефективними. Надалі застосування рухомих фортифікацій регулярними військами мало поодино́кий характер.
Вози як польове тимчасове укріплення широко застосовували запорозькі козаки.